# 米哈伊尔·久克
米哈伊尔·奥西波维奇·久克（俄语：Михаил Осипович Зюк，1895年8月20日—1937年6月20日）苏联军官、革命家，乌克兰红军哥萨克军即红色哥萨克组织者之一，参与了俄罗斯内战、苏波战争，自1920年起获得红旗勋章骑士称号，1935年成为旅长。1925年，久克前往中国张家口担任冯玉祥的炮兵顾问及孙连仲的骑兵顾问曾参与进攻承德和天津的战斗。久克还曾亲自抓捕了鲍里斯·弗拉基米洛维奇·阿年科夫。1936年8月15日，因涉嫌受托洛茨基命令试图刺杀苏联领导人被捕，1937年6月19日被苏联最高法院军事审判庭判处死刑并于次日执行。1957年10月10日平反。